# El Colgado (Tarot)

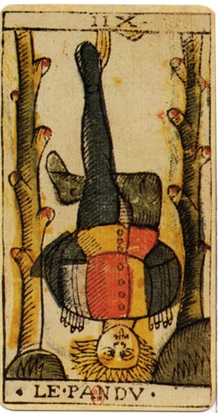
El Colgado (Jean Dodal)

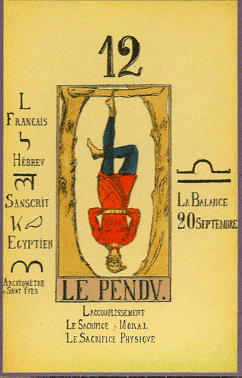
El Colgado (Papus)

El Colgado es una carta del Tarot y es el arcano número 12. 

## Elementos descriptivos
- Un hombre se encuentra de cabeza, amarrado por un pie de un palo en forma de travesaño, cruzando el pie sobre la pierna como formando un cuatro.
- El hombre tiene una especie de medias rojas y en su parte superior una prenda azul. Tiene aparentemente las manos ocultas como si estuviera amarrado por detrás.
- El travesaño del que cuelga en unos tarots se sostiene de dos troncos, a modo de columnas como en otras cartas del tarot. Aunque en algunos tarots aparece el travesaño apoyado por un solo palo, aunque por las hierbas de los extremos, también parece simular las columnas pero ocultas.
- El hombre parece tranquilo y en algunos tarots tiene aura sobre la cabeza.

## Simbología
Según el tarot, El Colgado suele ser asociado con el autosacrificio y la paciencia ante las adversidades. Con el esfuerzo tesonero que requiere cualquier empresa difícil de llevar a cabo y cualquier causa noble. En las diferentes religiones y mitologías esto es muy común, siendo el ejemplo más claro en la cultura occidental la pasión de Cristo, pero otros claros simbolismos de este sacrificio serían Odín colgando del Yggdrasil durante nueve días para tener acceso al secreto de las runas, así como la muerte y resurrección de Osiris, Mitra y otros muchos dioses que, como Jesús y Odín, pasan por un calvario pero resucitan renovados e iluminados.

## Numerología
El doce es uno de los números más importantes de la numerología, ya que simboliza la iniciación. Son doce los apóstoles iniciados por Jesús, doce los caballeros de la Mesa Redonda, doce los dioses del Olimpo, doce las pruebas que debe llevar a cabo Hércules para ser admitido entre los dioses (la Iluminación), así como son doce los meses del año y los signos del Zodiaco. 
- Datos: Q2502611
- Multimedia: Hanged Man (Major Arcana) / Q2502611

| Precedido por: XI. La Fuerza | Arcanos mayores del Tarot | Sucedido por: XIII. La Muerte |